# Plabennec
Plabennec è un comune francese di 8 271 abitanti situato nel dipartimento del Finistère nella regione della Bretagna.
Il territorio comunale è attraversato dal fiume Aber-Benoît.

## Società

### Evoluzione demografica
Abitanti censiti
Secondo il censimento dell'INSEE, a Plabennec ci sono 8 084 abitanti nel 2010

## Amministrazione

### Amministrazioni comunali
| Periodo                 | Nome sindaco      | Partito  |
| ----------------------- | ----------------- | -------- |
| Fino al 2001            | Louis Goasduff    | UMP      |
| marzo 2001 - marzo 2008 | Louis Coz         | UMP      |
| marzo 2008 - in corso   | Jean-Luc Bleunven | sinistra |

## Sport
- Calcio: Il Stade Plabennecois Football gioca nel campionato CFA (quarta divisione)
- Rugby: Il Rugby Club Plabennec gioca nel campionato Honneur (più alto livello regionale)
- Pallamano: Il Stade Plabennecois Hand ha una squadra femminile che gioca il campionato di prenazionale
- Judo e Karate: Il dojo Plabennecois disputa gare di judo e karate
- Ciclismo: Il Velo Sport Plabennecois annovera alcuni campioni nelle proprie file, tra cui Olivier Le Gac, campione del mondo junior su strada 2010 e Romain Le Roux, campione d'Europa di scratch su pista 2010